# Попоранизм
Попоранизм (рум. Poporanism) — румынская версия популизма и национализма
Слово «попоранизм» образовано от румынского слова popor которое переводиться как «люди». Основателем попоранизма был Константин Стере, движение было создано в 1890-е годы и было знаменито по его оппозиции к социализму, поощрению избирательных прав для всех и его намерению реформировать парламент и систему сельского хозяйства.
Что касается аграрного положения Румынии, то Попоранисты хотели создать кооперативные хозяйства для крестьян и вывести их из-под аристократического контроля. В отличие от Юнимизма, другой популярной политической философии, Попоранизм фокусировался в основном на увеличении популярности среди аграриев. В очень националистической манере, он также был защитником румынского языка и поддержания румынского духа.
Некоторые известные румыны, включая Ион Агырбичану, поддерживали его.

## Народничество и Константин Доброджану-Геря
Константин Доброджану-Геря, румынский политический активист, первым представил русские идеи народничества в Румынии и поддержал идеи попоранизма. Фундаментальная философия народничества оказала длительное влияние на попоранизм, подстегивая его неприятие к идеям капитализма и марксизма. Однако, в отличие от народников, Стере не верил в необходимость революции в Румынии. Позже, Доброджану-Геря и Стере окончательно раскололись в своей политической философии в отношении антисемитизма и либерализма, и Доброджану-Геря создал социал-демократическую рабочую партию, а попоранисты присоединились к национал-либеральной партии.